# Lilium rhodopeum
Espèce
Statut de conservation UICN

 VU B1ab(ii,iii)+2ab(ii,iii) : Vulnérable
Classification phylogénétique
Lilium rhodopeum est une espèce de plantes de la famille des Liliacées et du genre des lys.

## Répartition et habitat
Cette espèce endémique des Balkans est présente en Bulgarie et en Grèce, notamment dans le parc national de la chaîne des Rhodopes. Elle pousse dans les prairies de montagne.